# Fethullah Gülenschool
Een Fethullah Gülenschool is een particuliere school voor kleuter-, basis- en middelbaar onderwijs of onderwijs op universiteitsniveau, geopend door Turkse ondernemers in verschillende delen van de wereld. Deze scholen, die actief zijn in 160 landen en naar schatting meer dan 2.000 instellingen tellen, zijn qua naam en wetgeving onafhankelijk van elkaar.
De scholen, die studenten door middel van examens accepteren in de landen waar ze zich bevinden, vooral in de Centraal-Aziatische staten, staan bekend als de scholen waar de elite en hoge bureaucraten hun kinderen naartoe sturen. Deze scholen bieden studiebeurzen aan arme en slimme studenten.
Veel buitenlandse studenten die in Turkije studeren, komen van Fethullah Gülenscholen.

## Leerplan
Sommige leraren komen uit Turkije, terwijl de meeste leraren uit het land zelf komen. Qua curriculum wordt doorgaans gesproken over het curriculum van Anatolische middelbare scholen in Turkije. Op deze scholen wordt onderwijs gegeven in de taal van het land waarin ze gevestigd zijn, de vreemde taal die in dat land het meest gebruikt wordt (meestal Engels, Russisch in Centraal-Azië, Perzisch in Afghanistan, Frans in Afrika) en optioneel in het Turks. De Turkse cultuur (Turkse volksdansen, poëzie, liederen, theater, enz.) wordt ook op scholen onderwezen.

## Internationale Turkse Olympiades

Senegalese deelnemers aan de 5e Internationale Turkse Olympiade in 2007

Sinds 2003 wordt elk jaar een evenement genaamd de Internationale Turkse Olympiades (voorheen bekend als de Turkse Competitie voor Buitenlanders) georganiseerd voor studenten die studeren aan Turkse scholen. Tijdens dit evenement komen onderwerpen zoals poëzie, compositie, zang en live optredens aan bod. De 5e editie van de Internationale Turkse Olympiades, die in 2007 in Istanbul en Ankara werd gehouden, kreeg steun van de Turkse Taalvereniging en verschillende staatsinstellingen.
In 2007 behaalde de Brooklyn Amity School in New York de eerste plaats met 28 medailles.

## Enkele scholen

### Universiteiten
- Kirgizië Internationale Ataturk Alatoo Universiteit (rector: prof. dr. Erol Oral)
- Virginia International University, Verenigde Staten (rector: dr. İsa Saraç)
- Internationale Turkmeens-Turkse universiteit
- Kazachstan Suleyman Demirel Universiteit
- Georgische Internationale Zwarte Zee Universiteit

### Basisscholen en middelbare scholen
- Nile Academy Canada basisschool en middelbare school
- Brooklyn Amity School (Brooklyn)
- Pioneer Science Academy (New Jersey)
- Isik College (Victoria, Australië)
- Sule College (New South Wales, Australië)
- Ayçurök Kirgizische Turkse meisjesmiddelbare school (Kirgizië)
- Talas Kirgizische Turkse middelbare school (Kirgizië)
- Muhammed Fatih College (Soedan)
- Kademcay Kirgizische Turkse middelbare school (Kirgizië)
- Turgut Ozal Turkmeense Turkse middelbare school (Turkmenistan)